# Justicia salsoloides
Justicia salsoloides är en akantusväxtart som beskrevs av T. Anders.. Justicia salsoloides ingår i släktet Justicia och familjen akantusväxter. Inga underarter finns listade i Catalogue of Life.